# Chrīstos Mouzakitīs
Chrīstos Mouzakitīs (in greco Χρήστος Μουζακίτης?; Atene, 25 dicembre 2006) è un calciatore greco, centrocampista dell'Olympiacos e della nazionale greca.

## Carriera

### Club
Mouzakitīs è cresciuto nel settore giovanile dell'Olympiacos, con cui ha firmato il suo primo contratto professionistico nell'ottobre del 2023. Ha debuttato in prima squadra il 29 settembre 2024 nell'incontro di Souper Ligka Ellada vinto 2-0 contro l'Atromītos.

### Nazionale
Ha giocato nelle nazionali giovanili greche Under-16, Under-17, Under-19 ed Under-21.
Ha esordito con la nazionale maggiore greca il 17 novembre nell'incontro di UEFA Nations League contro la Finlandia.

## Statistiche

### Presenze e reti nei club
Statistiche aggiornate al 17 novembre 2024.
| Stagione        | Squadra         | Campionato      | Campionato | Campionato | Coppe nazionali | Coppe nazionali | Coppe nazionali | Coppe continentali | Coppe continentali | Coppe continentali | Altre coppe | Altre coppe | Altre coppe | Totale | Totale | Totale |
| Stagione        | Squadra         | Comp            | Pres       | Reti       | Comp            | Pres            | Reti            | Comp               | Pres               | Reti               | Comp        | Pres        | Reti        | Pres   | Reti   |        |
| --------------- | --------------- | --------------- | ---------- | ---------- | --------------- | --------------- | --------------- | ------------------ | ------------------ | ------------------ | ----------- | ----------- | ----------- | ------ | ------ | ------ |
| 2022-2023       | Olympiacos B    | SL2             | 1          | 0          | -               | -               | -               | -                  | -                  | -                  | -           | -           | -           | 1      | 0      |        |
| 2023-2024       | Olympiacos B    | SL2             | 15         | 0          | -               | -               | -               | -                  | -                  | -                  | -           | -           | -           | 15     | 0      |        |
| 2024-2025       | Olympiacos      | SL              | 5          | 0          | CG              | 1               | 0               | UEL                | 3                  | 0                  | -           | -           | -           | 9      | 0      |        |
| Totale carriera | Totale carriera | Totale carriera | 21         | 0          |                 | 1               | 0               |                    | 3                  | 0                  |             | -           | -           | 25     | 0      |        |

### Cronologia presenze e reti in nazionale
| Cronologia completa delle presenze e delle reti in nazionale ― Grecia | Cronologia completa delle presenze e delle reti in nazionale ― Grecia | Cronologia completa delle presenze e delle reti in nazionale ― Grecia | Cronologia completa delle presenze e delle reti in nazionale ― Grecia | Cronologia completa delle presenze e delle reti in nazionale ― Grecia | Cronologia completa delle presenze e delle reti in nazionale ― Grecia | Cronologia completa delle presenze e delle reti in nazionale ― Grecia | Cronologia completa delle presenze e delle reti in nazionale ― Grecia |
| Data                                                                  | Città                                                                 | In casa                                                               | Risultato                                                             | Ospiti                                                                | Competizione                                                          | Reti                                                                  | Note                                                                  |
| --------------------------------------------------------------------- | --------------------------------------------------------------------- | --------------------------------------------------------------------- | --------------------------------------------------------------------- | --------------------------------------------------------------------- | --------------------------------------------------------------------- | --------------------------------------------------------------------- | --------------------------------------------------------------------- |
| 17-11-2024                                                            | Helsinki                                                              | Finlandia                                                             | 0 – 2                                                                 | Grecia                                                                | UEFA Nations League 2024-2025 - 1° turno                              | -                                                                     | 90+1’                                                                 |
| 23-3-2025                                                             | Glasgow                                                               | Scozia                                                                | 0 – 3                                                                 | Grecia                                                                | UEFA Nations League 2024-2025 - Play-off                              | -                                                                     | 74’ 83’                                                               |
| 7-6-2025                                                              | Candia                                                                | Grecia                                                                | 4 – 1                                                                 | Slovacchia                                                            | Amichevole                                                            | -                                                                     | 83’                                                                   |
| 10-6-2025                                                             | Heraklion                                                             | Grecia                                                                | 4 – 0                                                                 | Bulgaria                                                              | Amichevole                                                            | -                                                                     | 73’                                                                   |
| Totale                                                                |                                                                       | Presenze                                                              | 4                                                                     |                                                                       | Reti                                                                  | 0                                                                     |                                                                       |

## Palmarès
- Campionato greco: 1

Olympiacos: 2024-2025
- Coppa di Grecia: 1

Olympiacos: 2024-2025